# Bahnhof Barcelona-Passeig de Gràcia

Der Bahnhof Passeig de Gràcia ist einer von dem spanischen Infrastrukturbetreiber Adif betriebener unterirdischer Regionalbahnhof (ehemals auch Fernbahnhof) in der katalanischen Metropole Barcelona.

## Lage
Im Stadtbezirk Eixample bei der gleichnamigen Straße Passeig de Gràcia liegend, ist der Bahnhof zentral gelegen und ein wichtiger Verkehrsknotenpunkt in Barcelona. Verkehrstechnisch liegt er im Aragó-Tunnel, einem der beiden Tunnel, welche den Bahnhof Barcelona-Sants in östlicher Richtung verlassen. Er liegt zudem an der Verbindungsstrecke zwischen Sants und dem Bahnhof Barcelona-França und spielte aus diesem Grund früher eine wichtige Rolle im Fernverkehrsnetz der RENFE. Rund einen Kilometer entfernt liegt der Bahnhof Barcelona-Arc de Triomf, welcher in einem weiteren wichtigen Eisenbahntunnel liegt.

## Verkehr

### Eisenbahn

#### Fernverkehr
Bis zur Inbetriebnahme der Schnellfahrstrecke Madrid–Barcelona–Französische Grenze war der Bahnhof Fernverkehrshalt. Die Fernverkehrszüge von und nach Madrid-Chamartin verkehrten auf Breitspur und unter wechselnden Zuggattungen bis zur Estació de França und hielten in Passeig de Grácia. Zusätzlich bestand Fernverkehr auf der Breitspurstrecke nach Cerbère und mit umspurbaren Talgo-Einheiten auch darüber hinaus.

#### Regionalverkehr
Rodalies Barcelona

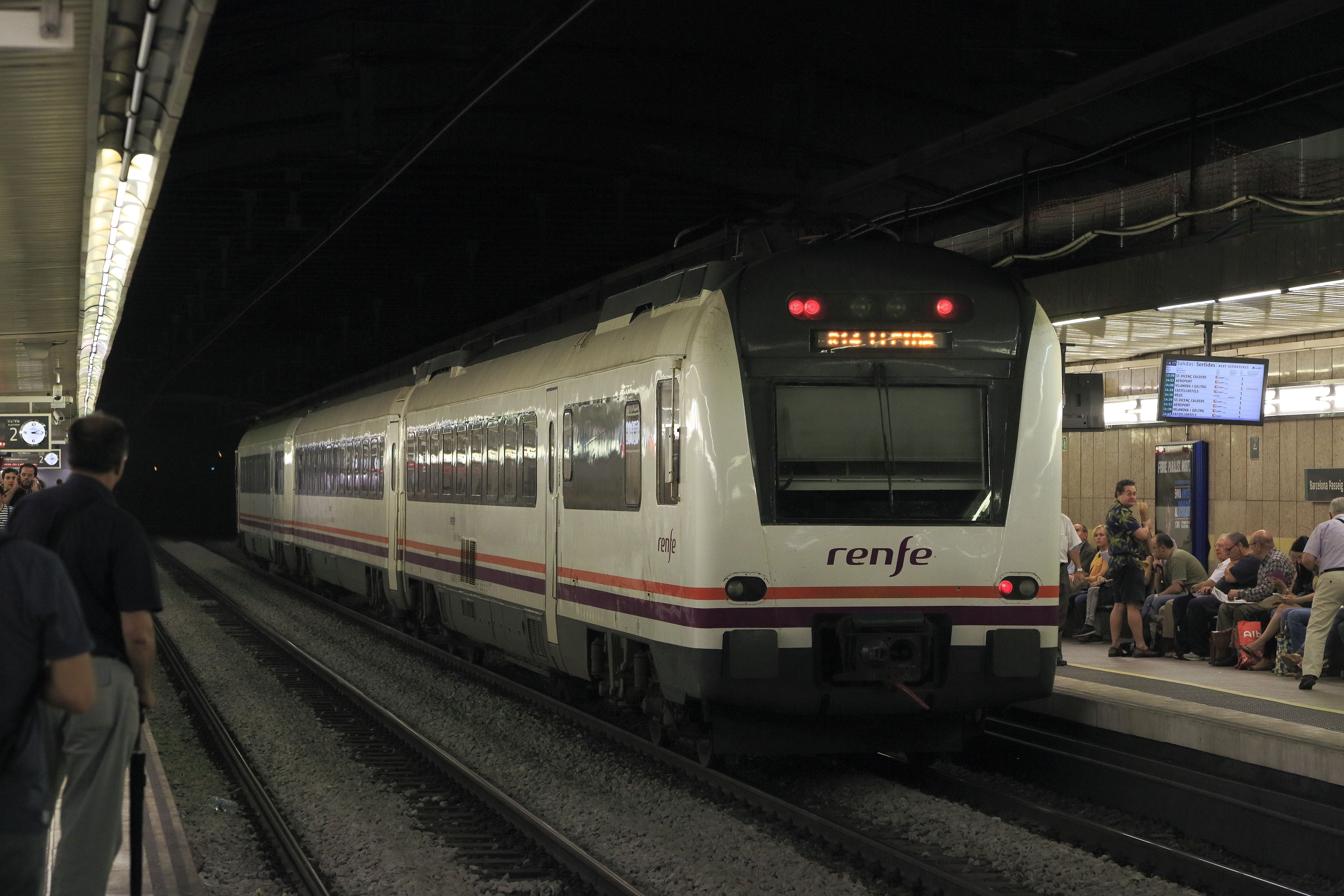
Triebzug der Reihe 448 (»electrotrén«) als Catalunya Express Richtung Barcelona Sants

Das S-Bahn-System der Rodalies Barcelona bedient den Bahnhof mit den Linien R2 (Castelldefels–Granollers Centre), R2Nord (Flughafen–Maçanet-Massanes) und der Linie R2Sud (França–Sants–Vilanova i la Geltrú–Sant Vicenç de Calders). Diese Linienführungen sind aus den Umbauarbeiten der Bahnhöfe in Sant Andreu im Nordosten Barcelonas anlässlich des neuen Fern- und Regionalbahnhofes Sagrera entstanden, denn sonst würden ebenfalls die Linien R2 (Maçanet-Massanes–Sant Vicenç de Calders) und die Linie R10 (França–Flughafen Barcelona) ab hier verkehren.
Übriger Regionalverkehr/Media Distancia RENFE
Die RENFE bedient Passeig de Gràcia mit diversen Linien des Catalunya Express, welche einerseits zu den beiden Hauptbahnhöfen Sants und França, andererseits bis nach Tortosa, Figueres–Portbou, Saragossa, Reus und Lleida-Pirineus verkehren.

### U-Bahn
Die Metro Barcelona verfügt am Bahnhof über eine gleichnamige U-Bahn-Station, die von den Linien L2, L3 und L4 angefahren wird und daher ein wichtiger Knotenpunkt im Netz ist.